# Université d'État de l'Utah
Ne doit pas être confondu avec Université de l'Utah.
L'université d'État de l'Utah (anglais : Utah State University) est située à Logan (Utah, États-Unis). Fondée en 1888 en tant qu'université publique agricole de l'Utah. Elle obtient la délivrance de son agrément selon la loi américaine de Justin Smith Morrill de 1862 permettant la création de collèges d'État agricoles. Connue comme Agricultural College of Utah, son nom a été modifié en State Agricultural College et, en 1957, le changeant à nouveau pour le nom actuel.
L'Utah State University (USU) située à Logan ne doit pas être confondue avec l'université de l'Utah (anglais : University of Utah appelée aussi U ou double U) située à Salt Lake City.
À l'automne 2006, il y avait 23 000 étudiants.

## Histoire

### Sa fondation sous la loi Morrill
Présentée devant la Chambre des représentants des États-Unis le 16 décembre 1861, la loi de Justin Smith Morrill prévoyait d'établir au minimum un collège dans chaque État sur des fondations sûres et pérennes, accessible à tous et surtout aux fils de travailleurs.
Le président Abraham Lincoln signa la loi Morrill (anglais : Morrill Land-Grant Colleges Act) et elle prit effet dès le mois de juillet de l'année suivante (1862).

## Campus

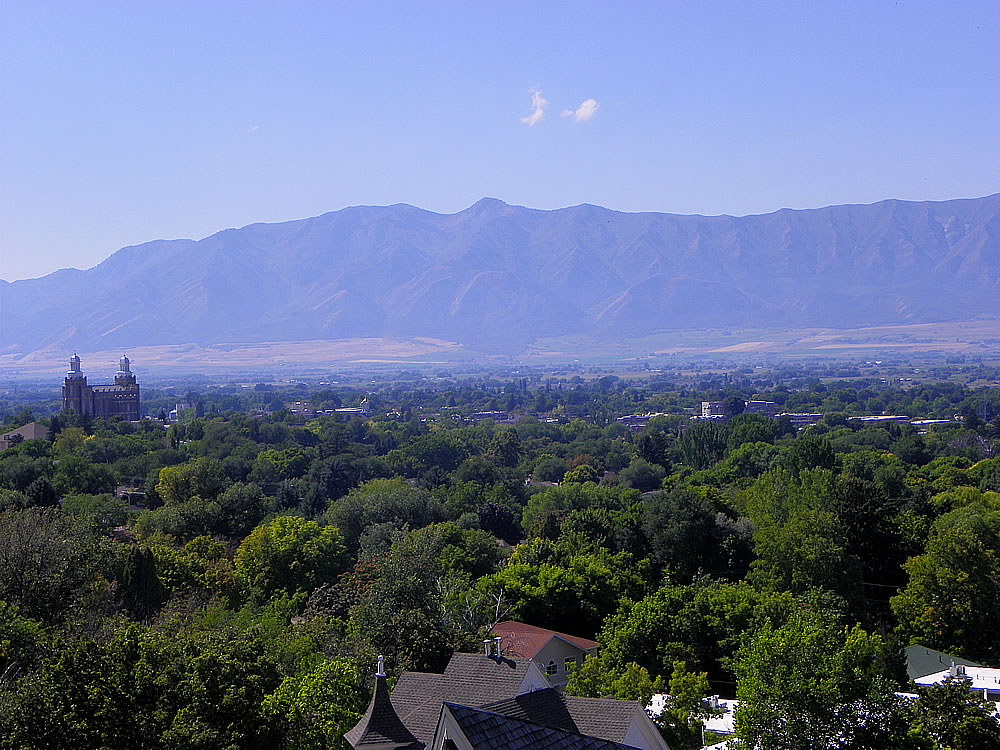
La ville de Logan vue depuis le campus.

## Professeurs
- Joseph Tainter

## Équipes sportives

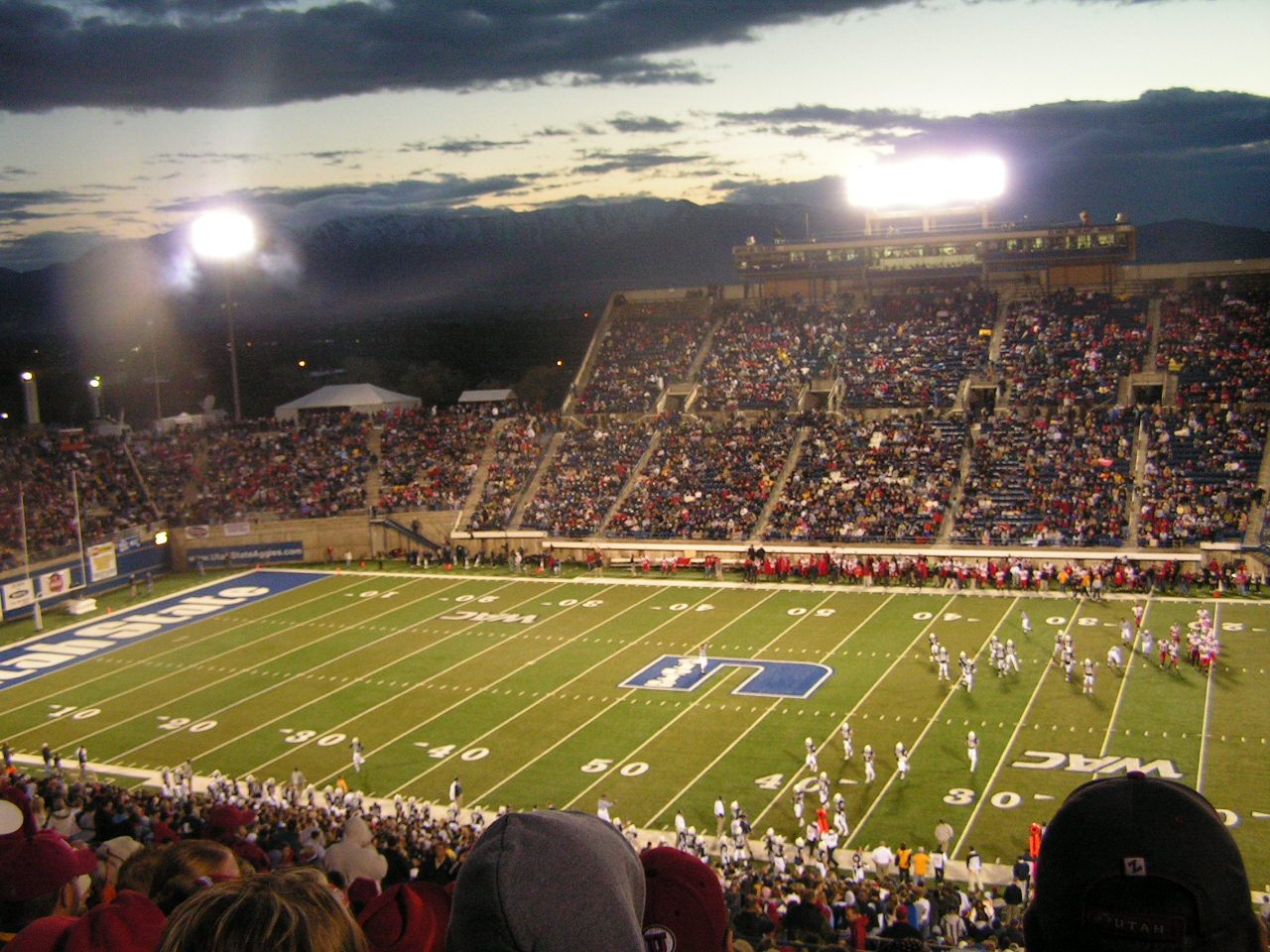
Le stade Romney dans le campus d'USU durant un match de football américain.

Les équipes sportives de l'université d'État de l'Utah sont nommées les Aggies d'Utah State

## Lettres
Au campus de Lettres, l'USU a une longe histoire dans l'étude de l'Ouest Américaine. Le Centre d'Études Régionales des Montagnes de l'Ouest, un centre d'extension de Lettres de l'USU, concentre ses recherches sur les cultures de l'Ouest Américaine. Les Collections Spéciales et Fichiers de l'université sont situés dans la bibliothèque Merrill-Cazier, laquelle a une large documentation des fichiers de l'histoire d'Utah, l'Ouest américain et l'Église de Jésus-Christ des saints des derniers jours, et collections du folklore américain et la vie et travail d'écrivains comme Jack London et la poétesse May Swenson, née à Logan.